# 알 두라이야
뱀주인자리 감마(γ Oph)는 뱀주인자리 방향으로 지구에서 약 95 광년 떨어져 있는 +4등급 밝기의 항성이다. 감마 항성계의 나이는 약 1억 8,400만 년 정도이다.
감마별은 전형적인 A형 주계열성으로 분광형은 A0 V이다. 질량은 태양의 약 3배 정도이며, 반지름은 태양의 약 1.8배이다. 광도는 태양의 29배 정도이며 바깥쪽 대기의 유효 온도는 9,506 켈빈이다. 감마별에서 적외선 초과방출 현상이 관측되는데 이로부터 항성으로부터 약 64 천문단위 거리에 먼지로 이루어진 별 주위 원반이 있다고 추측한다.